# ГЭС (фестиваль)

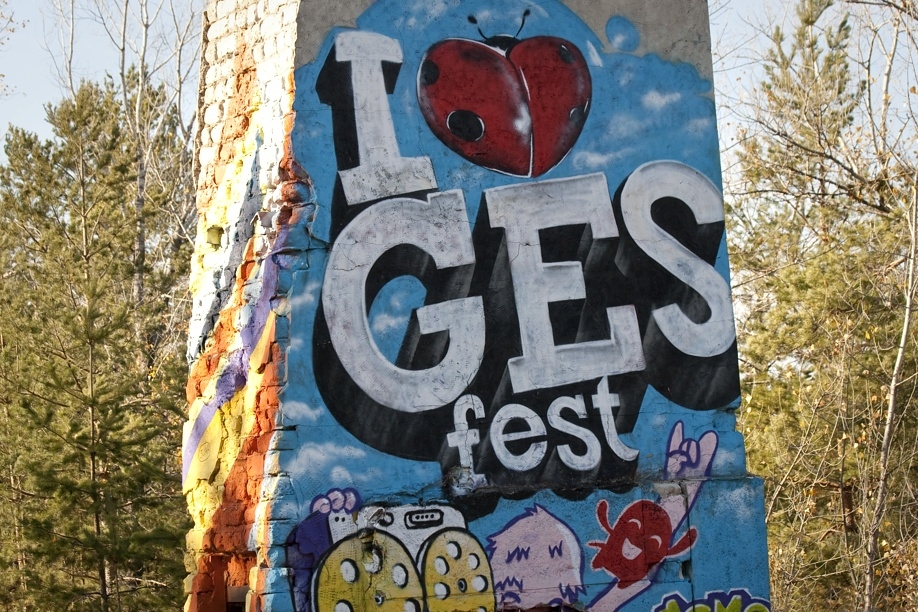
Граффити, посвящённая фестивалю

Ежегодный международный фестиваль электронной музыки и экстремального спорта «ГЭС» (GES FEST, ГЭС ФЕСТ), ежегодно проводился в Тольятти с 2007 по 2015 годы.
Лозунг фестиваля: «Адреналин — в музыке и спорте!».
Организатором фестиваля выступает event-компания GESPROMO.

## История ГЭС
Первый фестиваль ГЭС прошёл летом 2007 года на Мастрюковских озёрах.
Последующие фестивали «ГЭС» стали проводиться в Тольятти, на новой площадке. Она представляет собой песчаную отмель полуострова Копылово, находящегося посреди Волги, напротив Жигулёвских гор.
В 2011 году GES FEST отпраздновал свой 5-летний юбилей.

## Хронология

### 2007
- 13−15 июля — ГЭС #1, г. Самара, Мастрюковские озера.

### 2008
- 16 февраля — SnowГЭС, г. Самара, СОЦ «Склон».
- 10−13 июля — ГЭС #2, г. Тольятти, п-ов Копылово.
- 29 ноября — ГЭС afterparty, г. Самара, МТЛ Арена.

### 2009
- 30 мая — Sound-Check фестиваля «ГЭС» (в рамках фестиваля активного отдыха «Экстрим»), г. Тольятти, 6 квартал, Набережная.
- 6 июня — Фестиваль живой электронной музыки «ГЭС live» (в рамках Дня города Тольятти), г. Тольятти, Комсомольский р-н, площадка Речпорта.
- 9−12 июля — ГЭС #3, г. Тольятти, п-ов Копылово.

### 2010
- 22−23 мая — Preparty танцпола ULTRAVIOLET на GES FEST 2010, г. Тольятти, Федоровские луга, база отдыха «Транспортник».
- 19 июня — Preparty танцпола ALIVE на GES FEST 2010, г. Тольятти, молл «Парк Хаус», Киноплекс.
- 8−11 июля — ГЭС #4, г. Тольятти, п-ов Копылово.

### 2011
- 29 января — GES-Winter session, г. Тольятти, НК ARENA.
- 7−10 июля — GES #5, г. Тольятти, п-ов Копылово, Восточный мыс.
- 19 ноября — GES 5 afterparty, г. Тольятти, НК Башня.

### 2015
В 2015 году фестиваль GES #9 вернулся на Мастрюковские озёра 9-12 июля.

## Спорт
Экстремальная деятельность на ГЭС представлена, такими видами спорта, как Кайтсерфинг, параглайдинг, велобайк и другими видами.

## Достижения
GES FEST не раз был удостоен областных и общероссийских наград:
- 27 сентября 2007 год — в рамках празднования Всемирного дня туризма состоялась VI торжественная ежегодная церемония вручения профессиональной премии в области туризма «Серебряная чайка», учрежденной департаментом развития туризма Самарской области при участии Приволжского отделения Российского Союза Туриндустрии. В номинации «Проект развития внутреннего туризма» победу одержал фестиваль электронной музыки и экстремального спорта «ГЭС».
- 27 сентября 2008 год — в Самаре состоялся VII областной конкурс на профессиональную премию в области туризма «Серебряная чайка», учрежденный департаментом развития туризма Самарской области. Одним из номинантов церемонии вручения стал фестиваль электронной музыки и экстремального спорта «ГЭС». В этот раз ряд фестиваль был награждён грамотой «За значительный вклад в развитие событийного направления туризма и популяризацию активных видов отдыха на территории Самарской области».
- 23 декабря 2008 год — Департамент развития туризма Самарской области провел второй областной конкурс «Туристический бренд Самарской области». В номинации «Event-бренд Самарской области» победителем стал фестиваль электронной музыки и экстремального спорта «ГЭС».
- 27 сентября 2009 год — Департамент потребительского рынка и предпринимательства мэрии городского округа Тольятти и Тольяттинский комитет Приволжского Регионального Отделения РСТ провел конкурс в сфере развития туризма на территории г. о. Тольятти «Волжская Ладья — 2009». Лауреатом в номинации «Молодёжный проект или идея в сфере туризма» стал Фестиваль «ГЭС».
- 18 ноября 2011 год — в Москве состоялось главное отраслевое событие года для российской туриндустрии — жюри XV международной премии «Лидеры туриндустрии» назвало лучших представителей туристической сферы 2011 года. В номинации «За успехи в развитии туризма — событийный туризм» лауреатом стал Фестиваль «ГЭС».[4]
- 7 декабря 2012 год — в Самаре состоялся конкурс «Туристский бренд 2012», организаторами которого выступили Департамент туризма Самарской области и Государственное бюджетное учреждение Самарской области «Туристский информационный центр». В номинации «Лучший фестиваль» победил Фестиваль «ГЭС».[5]
- 18 мая 2013 год — в Москве в рамках «Всероссийской открытой Ярмарки событийного и молодёжного туризма – «Russian open Event Expo» был проведен «Всероссийский конкурс в области событийного туризма». Организаторы: Министерство культуры Российской Федерации, Комитет по туризму и гостиничному хозяйству города Москвы, АНО «Московская дирекция фестивально-концертных проектов авторской песни «Стольный Град» при поддержке Общественной палаты Российской Федерации. Лауреатом в номинации «Молодёжные события» стал Фестиваль «ГЭС». Также «Столицей событийного туризма» был выбран г. о. Тольятти (лауреат 2 степени), в котором проходит данный фестиваль, а «Лидером событийного туризма» для субъектов Российской Федерации – Самарская область (лауреат 3 степени).[6]

Команда Фестиваля регулярно участвует в выставках и форумах, посвященных туризму, и не только:
- VI Зимняя Музыкальная Конференция «SWMC 2011» (Сочи);
- VI Международная туристская выставка «Интурмаркет 2011» (Москва);[7]
- I специализированная выставка «ТурИндустрия. Осень – Зима 2011» (Самара);[8]
- Круглый стол «Развитие туристско-рекреационного кластера. Ключевые проекты. Поддерживающие технологии: событийный и фестивальный туризм» в рамках V Межрегионального экономического форума «Самарская инициатива 2011» (Самара);[9]
- Информационная кампания «Сердце есть у каждого», кульминацией которой стал городской Форум добровольцев «Добрый Тольятти 2011», приуроченный к Всемирному Дню волонтера (Тольятти).[10]